# Ectocarpeno
El ectocarpeno es un atrayente sexual, o feromona, que se encuentra en varias especies de algas pardas (Phaeophyceae). La sustancia tiene un aroma afrutado y puede ser detectada por los humanos cuando millones de gametos de algas en enjambres se encuentran en el agua de mar y las hembras comienzan a emitir la sustancia para atraer a los gametos masculinos. El ectocarpeno fue la primera feromona de algas aislada. Se aisló de algas  Ectocarpus  (orden  Ectocarpales ) por Müller y col. en 1971.
Estudios más recientes han demostrado que un compuesto preectocarpeno puede ser responsable de la atracción real de los gametos masculinos. Todos los dobles enlaces son  cis  y la configuración absoluta del estereocentro es ( S ).